# Tripterygion tripteronotum
Tripterygion tripteronotum е вид бодлоперка от семейство Tripterygiidae. Видът не е застрашен от изчезване.

## Разпространение и местообитание
Разпространен е в Албания, Алжир, България, Гибралтар, Гърция (Егейски острови и Крит), Египет, Израел, Испания, Италия (Сицилия), Кипър, Либия, Ливан, Мароко, Монако, Палестина, Румъния, Русия (Краснодар), Сирия, Словения, Тунис, Турция, Украйна (Крим), Франция, Хърватия и Черна гора.
Обитава крайбрежията на океани и морета. Среща се на дълбочина от 6 до 12 m.

## Описание
На дължина достигат до 8 cm.
Популацията на вида е стабилна.